# 朱中梁
朱中梁（1936年4月26日—），江西南昌人，中国电信技术专家，西南电子电信技术研究所研究员。1961年毕业于华中工学院（现华中理工大学）无线电工程系。1999年当选为中国科学院院士。